# Chiesa di Maria Vergine Incoronata
La chiesa di Maria Vergine Incoronata è la parrocchiale di Castelletto Stura, in provincia di Cuneo e diocesi di Cuneo-Fossano; fa parte della zona pastorale di Cuneo Oltregesso.

## Storia
L'originaria chiesa di Castelletto Stura sorse verso il 1450; nel 1587, come si legge in un atto del tempo, si procedette a restaurare una lampada, mentre dalla relazione della visita pastorale del 1583 si apprende che la struttura si componeva di tre navate, una delle qual era abbellita da dipinti.
L'edificio venne rimaneggiato nel Settecento, per poi essere interessato da un rifacimento, promosso dall'allora parroco don Bernardino Viara, nella prima metà del secolo successivo; nel 1854 si provvide alla realizzazione delle decorazioni dell'interno.
Nel 1993 si provvide ad adattare la chiesa alle norme postconciliari e vennero aggiunti l'ambone e il nuovo altare postconciliare rivolto verso l'assemblea.

## Descrizione

### Esterno
La simmetrica facciata a vela della chiesa, rivolta a sudovest e intonacata, è tripartita da quattro lesene: al centro presenta l'ampio portale d'ingresso principale, delimitato da una cornice in pietra e sormontato da un architrave aggettante sorretto da due mensole, e ai lati gli accessi secondari, inquadrati da cornici in pietra e coronati da nicchie, mentre il registro superiore accoglie tre ampi affreschi ottocenteschi di Andrea Vinai, raffiguranti la Madonna incoronata nel mezzo e due profeti ai suoi fianchi; a coronamento si staglia al centro un frontone triangolare contenente il dipinto dell'Eterno Padre, eseguito dello stesso autore, mentre ai lati il cornicione è sormontato da un attico su cui poggiano quattro vasi.
Annesso alla parrocchiale è il campanile a base quadrata, la cui cella presenta una monofora per lato ed è coperta dal tetto a quattro falde.

### Interno
L'interno dell'edificio è suddiviso in tre navate da pilastri, abbelliti da lesene e sorreggenti archi a tutto sesto; al termine dell'aula di sviluppa il presbiterio a pianta quadrata, a sua volta chiuso dall'abside semicircolare. 
Qui sono conservate diverse opere di pregio, tra le quali il marmoreo altare maggiore, risalente al XVIII secolo, i tondi in cui sono ritratti gli Evangelisti e i Profeti, eseguiti da Francesco Agnese e Francesco Gauthier, e l'affresco con soggetto la Madonna Assunta.